# 叙兰 (维埃纳省)
叙兰（法語：Surin，法語發音：[syʁɛ̃]）是法国新阿基坦大区维埃纳省的一个市镇，属于蒙莫里永区。

## 地理
叙兰（46°4'41"N, 0°22'16"E）面积11.91 平方千米，位于法国新阿基坦大区维埃纳省，该省份为法国中西部省份，北起曼恩-卢瓦尔省和安德尔-卢瓦尔省，西接德塞夫勒省，南至夏朗德省，东南接上维埃纳省，东临安德尔省。
与叙兰接壤的市镇（或旧市镇、城区）包括：勒布沙日、阿努瓦、沙坦、热努耶。

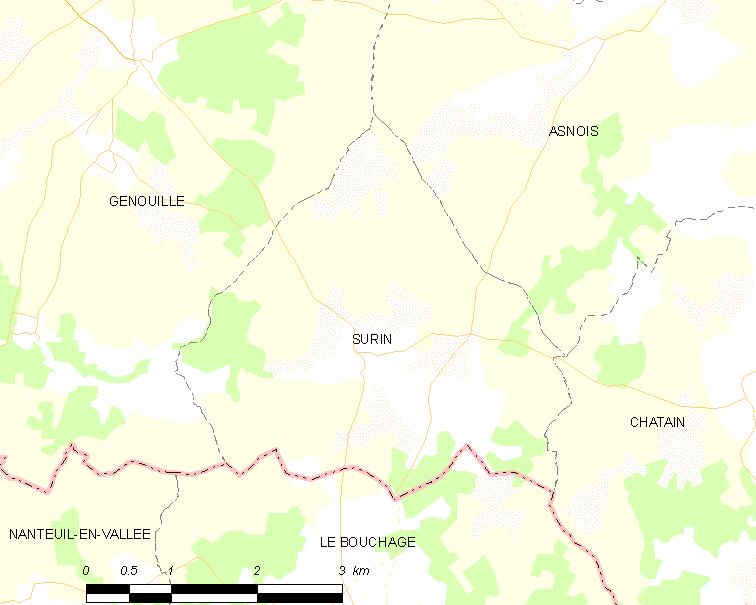
的OSM定位图

叙兰的时区为UTC+01:00、UTC+02:00（夏令时）。

## 行政
叙兰的邮政编码为86250，INSEE市镇编码为86266。

## 政治
叙兰所属的省级选区为锡夫赖县。

## 人口

1962-2008年间人口变化图示

叙兰于2022年1月1日时的人口数量为124人。